# زیگمونت مالانوویچ
زیگمونت مالانوویچ (انگلیسی: Zygmunt Malanowicz؛ زادهٔ ۴ فوریهٔ ۱۹۳۸ – درگذشتهٔ ۴ آوریل ۲۰۲۱) بازیگر و فیلم‌نامه‌نویس اهل لهستان بود. وی از سال ۱۹۶۲ میلادی تاکنون مشغول فعالیت بود.
از فیلم‌هایی که وی در آن نقش داشته است، می‌توان به تمام آنچه بدان عشق می‌ورزم، یاروسواف دومبروفسکی، لهستان بازسازی‌شده، خوبال، قماری بالاتر از زندگی، دهن‌به‌دهن، چاقو در آب، قضاوت درباره فراچیشکا کووسا، لیور و چشم‌انداز بعد از نبرد اشاره کرد.